# Phong trào quyền động vật
Phong trào quyền động vật (Animal rights movement) hay phong trào bảo vệ quyền động vật và đôi khi được gọi là phong trào giải phóng động vật hay phong trào bảo vệ động vật hoặc phong trào ủng hộ động vật là một phong trào xã hội nhằm chấm dứt sự phân biệt về mặt đạo đức và pháp luật khi áp dụng một cách cứng nhắc giữa động vật là con người và động vật không phải con người (non-human), chấm dứt tình trạng xem động vật là tài sản và chấm dứt việc sử dụng chúng trong các ngành nghiên cứu động vật, thực phẩm có nguồn gốc động vật, quần áo lông thú và ngành giải trí động vật. Tất cả các nhà bảo vệ động vật đều tin rằng lợi ích cá thể của các loài động vật không phải con người đáng được công nhận và bảo vệ, nhưng phong trào này có thể được chia thành hai phe phái lớn.

## Lịch sử
Về mặt lịch sử, có thể chỉ rõ nguồn gốc của phong trào quyền động vật xuất phát từ Ấn Độ, trong Phật giáo và Kỳ Na giáo - nơi đã mang lại sự ảnh hưởng và tác động to lớn đến người dân Ấn Độ và các nước láng giềng ở châu Á. Ấn Độ là nước có số lượng và tỷ lệ người ăn chay cao nhất trên thế giới. Phật giáo trong các tôn giáo toàn cầu là một tôn giáo quyền động vật xuất sắc. Từ lâu, người ta đã tin vào tất cả các hình dạng sống bao gồm cả động vật phi nhân là thiêng liêng và đáng được tôn trọng, thể hiện lòng tốt và lòng thương xót như những đức tính cao cả đáng được tu luyện.
Phật giáo dành lòng từ bi đến tất cả các chúng sinh trong vũ trụ đạo đức mà không phân biệt đối xử dựa trên các loài, chủng tộc hay tín ngưỡng. Trong giáo lý Phật giáo gồm năm giới cấm, trong đó giới cấm đầu tiên của giáo lý là "Không sát sanh"— hàm ý đến với tất cả chúng sinh những sinh vật hữu tình. Đức Phật rất kiên quyết bảo vệ những thành viên dễ bị tổn thương nhất trong cộng đồng đạo đức, cụ thể là các loài động vật được trích trong Kinh pháp cú phẩm 26, phẩm Bà-la-môn như sau:
- " Bỏ đao trượng, đối với chúng sanh,
- Yếu kém hay kiên cường,
- Không giết, không bảo giết,Ta gọi là Bà-la-môn."

Phong trào bảo vệ quyền động vật xuất hiện vào thế kỷ 19, tập trung chủ yếu vào việc phản đối hoạt động mổ xẻ sống, trong thập niên 1960 phong trào hiện đại xuất hiện ở Vương quốc Anh xung quanh hiệp hội săn lùng kẻ phá hoại. Vào những năm 1970, các nhà triết học Úc và Mỹ, Peter Singer và Tom Regan bắt đầu cung cấp cho phong trào những nền tảng triết học liên quan. Singer lập luận cho giải phóng động vật trên cơ sở vị lợi, lần đầu tiên vào năm 1973 trên tờ The New York Review of Books và sau đó trong cuốn sách Giải phóng động vật (1975) của ông, trong khi Regan phát triển một học thuyết vô thần về quyền động vật trong một số giấy tờ từ năm 1975 trở đi, tiếp theo sau là Các trường hợp cho quyền động vật (1983).
Vào năm 1789, nhà triết học Jeremy Bentham đã lập luận trong cuốn Giới thiệu các Nguyên tắc Đạo đức và Pháp luật, rằng khả năng chịu đựng của động vật-không phải trí thông minh của chúng-có nghĩa là chúng phải được cấp quyền: "Câu hỏi không phải là, chúng có thể suy luận được không? Cũng không, Có thể họ nói chuyện? nhưng, liệu họ có thể chịu đựng được không? Tại sao luật pháp phải từ chối sự bảo vệ của nó đối với bất kỳ sinh vật nhạy cảm nào?. Một sự phân biệt vẫn tồn tại trong phong trào, dựa trên sự phân chia theo chủ nghĩa vị lợi/vô thần học—giữa những người tìm cách gia tăng cải cách, một vị trí được gọi là chủ nghĩa bảo vệ động vật và những người ở phe chủ nghĩa thuần chay bãi nô, cho rằng cải cách nhằm mục đích điều chỉnh thay vì bãi bỏ hoàn toàn, nó là phản tác dụng đối với tình trạng động vật bị xem là tài sản.
Luật đầu tiên về quyền động vật được đưa ra khoảng từ năm 1635-1780. Vào năm 1635, Ireland là nước đầu tiên thông qua luật bảo vệ động vật với tên gọi là "An Act against Plowing by the Tayle, and pulling the Wooll off living Sheep". Năm 1641, tại thuộc địa Massachusetts có quy định Body of Liberties bao gồm các quy định chống lại bất kỳ cái gọi là "Tirranny hoặc Crueltie" nào đối với động vật. Năm 1687, Nhật Bản ban hành lại lệnh cấm ăn thịt và giết động vật. Tại Việt Nam, trong lịch sử, các vương triều từng có lệnh cấm giết trâu để bảo vệ tài sản làm nông và luật pháp Việt Nam cấm giết và buôn bán thịt mèo từ năm 1998 đến năm 2020, là Chỉ thị số 09/1998/CT-TTg của Thủ tướng Chính phủ về "Các biện pháp cấp bách diệt trừ chuột bảo vệ mùa màng" được ký bởi Phó thủ tướng Nguyễn Công Tạn trong đó có quy định: "Thu hồi giấy phép kinh doanh, dẹp ngay các quán ăn bằng thịt mèo (tiểu hổ), xử lý nghiêm những đối tượng chuyên đi bắt mèo".

## Phân hóa
Những người ủng hộ quyền động vật, hoặc những người bảo vệ quyền lợi động vật hay phúc lợi động vật, tin rằng những lợi ích cơ bản này mang lại quyền nhân thân của một số loại động vật và/hoặc phải trao quyền hợp pháp cho chúng ví dụ như các tác phẩm của Tom Regan. Mặt khác, những người theo chủ nghĩa tự do theo chủ nghĩa lợi dụng không tin rằng động vật có quyền nhân thân nhưng lại lập luận, dựa trên cơ sở thực dụng-chủ nghĩa vị lợi ở dạng đơn giản nhất ủng hộ rằng chúng ta đưa ra các quyết định đạo đức dựa trên hạnh phúc lớn nhất của số đông nhất, bởi vì động vật có khả năng chịu đựng, sự đau khổ của chúng phải được tính đến trong bất kỳ triết lý đạo đức nào. Họ cho rằng việc loại trừ động vật khỏi sự cân nhắc đó là một hình thức phân biệt đối xử mà họ gọi là chủ nghĩa giống loài (đẳng cấp loài) ví dụ như các tác phẩm của Peter Singer. Bất chấp những khác biệt này, thuật ngữ "giải phóng động vật" và "quyền động vật" thường được sử dụng thay thế cho nhau.
Sự phân chia bè phái cũng đã được đặc trưng bởi sự phân chia giữa phe cải cách hoặc chính thống và phe bãi bỏ cấp tiến và các phe hành động trực tiếp. Phe chính thống phần lớn được chuyên nghiệp hóa và tập trung vào việc kêu gọi quyên góp và giành được đại diện truyền thông. Điều này tập trung vào huy động nguồn lực, được tìm kiếm bằng các phương tiện liên kết định khung với các khung văn hóa thống trị, dẫn đến sự thỏa hiệp với các mục tiêu. Những người tham gia phong trào cải cách xem xét và chẩn đoán vấn đề là một trong những hành vi ngược đãi động vật vô nhân đạo, đưa ra một tiên lượng bao gồm cải cách phúc lợi và áp dụng các khung hành động bao gồm các cú sốc về đạo đức. Người ta đã lưu ý rằng sức mạnh của phong trào bảo vệ quyền động vật ở Hoa Kỳ tập trung vào các tổ chức phi lợi nhuận được chuyên nghiệp hóa ủng hộ các mục tiêu cải cách phúc lợi được kiểm duyệt và có xu hướng đẳng lập.
Phe theo chủ nghĩa bãi nô chẩn đoán vấn đề là một trong những hành vi sử dụng động vật không phải con người, đưa ra một tiên lượng bao gồm cả việc tiếp cận với người ăn chay trường và sử dụng các khung hành động bao gồm cả trọng tâm hợp lý và lý thuyết. Gary Francione, một nhà lãnh đạo trong chủ nghĩa bãi nô, đã hình thành cách tiếp cận của mình để đáp lại trọng tâm của phong trào truyền thống là cải cách chính sách. Các thành viên của phe chủ nghĩa bãi nô coi việc cải cách chính sách là phản tác dụng và dựa vào giáo dục bất bạo động và sự trốn tránh đạo đức trong các hành động tranh chấp của họ. Họ coi việc khuyến khích ăn thuần chay là một phương tiện cơ hội chi phí thấp để tạo ra một nền văn hóa chống chủ nghĩa ăn thịt và gây ra mối đe dọa kinh tế đối với khu liên hợp công nghiệp-nông nghiệp chăn nuôi.
Phe hành động trực tiếp hoặc phe chủ chiến bao gồm các hành vi tranh chấp thiệt hại tài sản, thả rông, đe dọa và bạo lực trực tiếp. Với những điều này, họ đưa ra một tiên lượng cho vấn đề sử dụng động vật tập trung vào việc thay đổi xã hội thông qua vũ lực và gieo rắc nỗi sợ hãi. Các tổ chức bảo vệ quyền động vật thường bác bỏ phe này, coi bạo lực là một chiến thuật phản tác dụng nhằm đưa đến sự đàn áp và không thách thức về mặt kinh tế hoặc chính trị đối với các hệ thống hiện có. Các phe phái nhỏ hơn bao gồm các nhóm tập trung xung quanh lý thuyết về quyền động vật dựa trên đức tin và những người theo chủ nghĩa ăn chay, mà cách tiếp cận của họ được đặc trưng bởi sự phê phán chủ nghĩa tư bản với lý do nó đã dẫn đến việc bóc lột hàng loạt phi nhân tính, con người và ảnh hưởng môi trường. Các nhà nghiên cứu đã chỉ ra rằng việc phân chia phe nhóm như vậy là phổ biến đối với các phong trào xã hội và đóng một vai trò trong việc duy trì sự sôi nổi này.

## Bảo tồn thương hại
Bảo tồn thương hại (Compassionate conservation) là một chuyên ngành bảo tồn nhằm cố gắng kết hợp các lĩnh vực bảo tồn với phúc lợi động vật khi hai lĩnh vực này được coi là riêng biệt và đôi khi mâu thuẫn với nhau. Các nguyên tắc cơ bản của bảo tồn thương hại là: "Không gây hại; Vấn đề cá thể; Sự hòa hợp; Chung sống hòa bình". Các nhà bảo tồn thương hại cho rằng phong trào bảo tồn sử dụng việc bảo tồn các loài, quần thể và hệ sinh thái như một thước đo thành công, mà không quan tâm thấu đáo đến phúc lợi và giá trị nội tại của từng cá thể động vật. Thay vào đó, họ lập luận rằng lòng từ bi đối với tất cả chúng sinh phải là điều hướng dẫn các hành động bảo tồn và tuyên bố rằng việc giết chóc động vật nhân danh các mục tiêu bảo tồn là không cần thiết vì những mục tiêu tương tự có thể đạt được mà không cần giết chóc.
Bảo tồn thương hại đã là chủ đề bị chỉ trích bởi một số nhà bảo tồn, những người coi kỷ luật này có hại cho các mục tiêu bảo tồn. Bảo tồn thương hại đã được một số nhà bảo tồn gọi là một cái sự "thiếu sót nghiêm trọng", những người cho rằng việc thực hiện nó là không thực tế và có thể dẫn đến kết quả tiêu cực đối với động vật hoang dã, hệ sinh thái, con người và đa dạng sinh học bản địa (chẳng hạn như vô tư phóng sinh các loài ngoại lai dẫn đến nạn loài xâm lấn đe dọa loài bản địa. Những người khác cho rằng cách tiếp cận "không gây hại" đã "đi quá xa" và nếu áp dụng vào thực tế, nó sẽ không nhất thiết dẫn đến kết quả tích cực cho lợi ích của từng cá thể động vật. Andrea S. Griffin và cộng sự lập luận rằng việc bảo tồn thương hại tập trung vào sự đồng cảm có thể gây ra những thành kiến đáng kể và việc tuân thủ các quy tắc đạo đức một cách thiếu linh hoạt có thể dẫn đến cách tiếp cận là chẳng làm gì cả.